# Davina Windsor
Lady Davina Lewis (London, 1977. november 19. –) (teljes nevén Davina Elizabeth Alice Benedikte Lewis) Richárd gloucesteri herceg és Brigitta gloucesteri hercegné legidősebb lánya, V. György brit király egyenes ági leszármazottja. A brit királyi család, a Windsor-ház tagja, jelenleg a 30. helyet foglalja el az Egyesült Királyság trónöröklési rendjében.
Davina Windsor 1977. november 19-én született Londonban, a St. Mary's Hospitalban. A Notting Hill-i Kensington Preparatory Schoolba járt, majd az ascoti St. George's Schoolba. A Nyugat-Angliai Egyetemen szerzett diplomát.

## Családja
Férje az új-zélandi származású Gary Lewis, akivel 2004. július 31-én a Kensington-palota kápolnájában kötött házasságot. A pár ekkor már négy éve ismerte egymást, egy bali vakáció alkalmával találkoztak. Davina szülein kívül a királyi család más tagja nem jelent meg az esküvőn, de állítólag nagyanyja, Aliz gloucesteri hercegné röviddel utána meglátogatta a párt.
Davinának és férjének két gyermeke van: egy lánya, Senna Kowhai Lewis, aki 2010. június 22-én született, és egy fia, Tāne Mahuta Lewis, aki 2012. május 25-én született.

## Henrik, Gloucester 1. hercege leszármazottai
A hercegi cím örököse az „Ulster górfja“ címet, az örökös örököse a „Lord Culloden“ címet viseli. A herceg címet nem viselő fiát Lord, a lányát Lady cím illeti, ahogy ezt feltüntettük. A nem hercegi apától való leszármazottak nem viselnek Lord vagy Lady címet.
- V. György brit király (1865. június 3. – 1936. január 20.) Felesége: Teck Mária
  - VIII. Eduárd brit király
  - VI. György brit király
  - Mária brit királyi hercegnő
  - Henrik Gloucester 1. hercege (1900. március 31. - 1974. június 10.) Felesége: Alice Christabel Montagu Douglas Scott
    - Vilmos királyi herceg (1941. december 18. – 1972. augusztus 28.)[4]
    - Richárd Gloucester 2. hercege (1944, augusztus 26. – ) Felesége: Birgitte van Deurs (1946–)
      - Alexander Windsor, Ulster grófja (1974. október 24. Felesége: Claire Booth (1977–)
        - Xan Windsor, Lord Culloden (2007. március 12.–)
        - Lady Cosima Windsor (2010–)

      - Lady Davina Windsor (1977–) Férje: Gary Lewis
        - Senna Lewis (2010–)
        - Tāne Lewis (2012–)

      - Lady Rose Windsor (1980–) Férje: George Gilman
        - Lyla Gilman (2010–)
        - Rufus Gilman (2012–)

  - György kenti herceg
    - innen lásd Kent hercege

  - János brit királyi herceg